# Giuse Phạm Trọng Tả
Giuse Phạm Trọng Tả là một chánh tổng, hội viên Huynh đoàn Đa Minh, tử vì đạo dưới triều vua Tự Đức, được Giáo hội Công giáo Rôma phong Hiển Thánh vào năm 1988.  
Ông sinh năm 1800, tại làng Quần Cống, xã Trà Lũ, tỉnh Nam Định (nay thuộc giáo xứ Quần Cống, xã Thọ Nghiệp, huyện Xuân Trường, tỉnh Nam Định, thuộc Giáo phận Bùi Chu). Quần Cống có “Nhất gia tam Thánh“ (một gia đình ba vị thánh) là quan án Đa Minh Phạm Trọng Khảm, chánh tổng Phạm Trọng Tả và chánh tổng Luca Phạm Trọng Thìn. Khi bị bắt ông đã 60 tuổi. Vì là cựu chánh tổng nên được gọi là Cai Tả. Đầy tớ trong nhà rất đông nhưng ông đối xử rất tốt, cho tiền mừng tết, giảm thóc, giảm nợ. Khi bà cai cằn nhằn, ông trả lời: "Mình quên nợ người Chúa quên tội mình”. 
Năm 1858, khi cuộc cấm đạo gia tăng, Giám mục Sampedro Xuyên ủy thác cho ông và Cai Thìn đến xin tổng đốc Nam Định nương tay cho các tín hữu. Nhưng vì xảy ra bạo loạn, nên tổng đốc ra lệnh triệt để truy lùng. Ba ông Án Khảm, Cai Tả, Cai Thìn và một số tín hữu Quần Cống bị bắt và giải về Nam Định. Ngày 13 tháng 1 năm 1859, ông bị xử giảo (thắt cổ) tại pháp trường Bảy Mẫu, Nam Định. 